# Xystrocera minuta
Xystrocera minuta är en skalbaggsart som beskrevs av Jordan 1894. Xystrocera minuta ingår i släktet Xystrocera och familjen långhorningar.
Artens utbredningsområde är Gabon. Inga underarter finns listade i Catalogue of Life.